# ʜᴇʀQʟᴇs
Herqles és una comunitat de joves organitzats com un mitjà de comunicació amb seu a Valladolid. Es reconeixen a si mateixos com a "pensadors lliures i lluitadors en una societat decadent disposats a plantar cara enfront de les imposicions ideològiques i transformar el món en un lloc millor". Per a tal missió anuncien tenir com a propòsit les idees i contingut veraç i de qualitat, per tal de guanyar la "batalla cultural" i "inspirar un canvi positiu en la societat". El seu finançament econòmic asseguren que prové d'ajudes econòmiques i aportacions voluntàries. També s'autodenominen com a "no neutrals ni tampoc equidistants, treballant per difondre la identitat hispànica amb una visió internacional patriota", enfront del qual anomenen "desolació globalista". La comunitat ha estat difosa per partidaris de l'extrema dreta i xenòfobs amb referències i relacions explícites amb l'alt-right espanyola. Entre els mateixos autors d'aquest mitjà de comunicació s'hi compta Unai Laño Matas de la formació política VOX a Àlaba, així com amb Diego Fernández de Eribe Grande de la formació política VOX en aquest cas a Ávila.